# Picabaies becut menut
El picabaies becut menut (Oedistoma pygmaeum) és una espècie d'ocell de la família dels melanocarítids (Melanocharitidae).
Habita els boscos de les terres baixes de les illes Raja Ampat de Waigeo i Misool, Nova Guinea i Arxipèlag D'Entrecasteaux.